# 赫達塞島

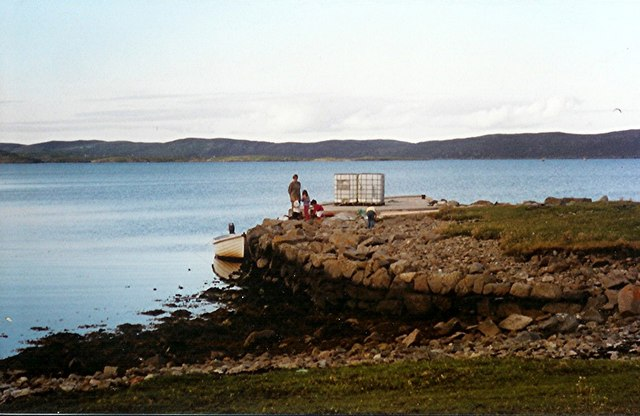

赫達塞島是蘇格蘭的島嶼，位於梅恩蘭島以西的大西洋海域，屬於昔德蘭群島的一部分，面積1.08平方公里，最高點海拔高度32米，島上無人居住。
60°8′48″N 1°21′35″W / 60.14667°N 1.35972°W